# タイタン・メディア
タイタン・メディア（英: Titan Media）は、サンフランシスコを拠点とするゲイ・ポルノのスタジオで、1995年に監督兼撮影監督のブルース・キャムとロバート・キルシュ（1961-2001）によって設立された。

## 概要
同社は、ゲイアダルトコンテンツを扱う会社の中でも大規模な会社の一つに成長した。カムによると、同社は「エロティックなセーファー・セックスと、ポジティブなゲイ・セクシャリティを自然のパノラマのもとに男性の魅力の幅の広さとともに描く」ために設立された。その結果、同社の作品はすべてコンドームを着けた状態で撮影されており、コンドームを着けていないシーンは一切撮影していない。タイタンは親会社のIoGroup、Inc.が所有している。スタジオはいくつかのゲイポルノ映画賞で賞を受賞している。

## 歴史
タイタン・メディアは、1995年にブルース・カムとロバート・キルシュ（1961-2001）によって設立された。スタジオはゲイポルノ映画スタジオの中でも最大手の1つに成長した。2001年、同社はマンプレイという中間価格の製品ラインを立ち上げ、タイタンメン・フレッシュ・レーベルという若い男性向けの製品ラインも立ち上げた。 2005年、タイタンは元ゲイ・ポルノスタジオのMSRを買収し、DVDで古いビデオを再発売している 。
2005年、タイタン・メディアは、バック・エンジェル主演のCirque Noirというタイトルの作品をリリースした。これは、ゲイ・ポルノを専門とする会社が制作したすべての作品の中でトランスジェンダーの男性が登場する初の作品だった 。作品にバック・エンジェルをキャスティングするという決定は、トランスジェンダーの男性がゲイポルノに登場するという大きな判断への画期的な役割を果たしたとして賞賛された。
2008年に、彼らはカリフォルニアのポルノ税を25％に引き上げるというチャールズ・カルデロンの提案された法案に反対した。
2011年、 ファルコン・エンターテインメント、レイジング・スタリオン・スタジオ、タイタン・メディアは著作権侵害対策会社のポルノガーディアンに加わった。

## 法律問題
2003年11月、Io Groupは、著作権侵害を主張してLarryFlyntPublicationsに対して訴訟を起こした。訴訟の中で220枚に渡るタイタン・メディアの写真がLFPが所有するウェブサイトStudClubで勝手に公開されたと主張した。
2003年12月、同社はファイル共有Webサイトのカザーに、同Webサイトを使うユーザーがタイタンの1,400本の作品をダウンロードできないようにするように依頼した。タイタンはカザーの所有者であるSharman Networksにはユーザーのコンピューターにインストールされたスパイウェアを介してネットワーク上のアクティビティを監視する機能があり、その機能を使用してユーザーによる作品のダウンロードをブロックできると主張した 。2004年1月、タイタンは上院司法委員会に手紙を送り、カザーが協力を拒否したと不満を述べた。カザーは2003年に上院委員会に対してユーザーが不快なコンテンツを回避できるようにコンテンツフィルターを改善すると述べていた。
2007年に、タイタンはビデオホスティング・ウェブサイトであるGayForItに対して著作権侵害、およびその他に申し立てられた違反によって2.7万ドルの損害を受けたと訴えた。
2010年3月、チャンネル1の発表によると、コービン・フィッシャー・エンターテインメントおよびタイタンメディア/イオグループは3つのゲイポルノ専門ウェブサイトのうち、2サイトの運営者に対して自社作品のビデオ200本への著作権侵害が行われたとして2900万ドルの訴訟を起こした。
2010年の春、MonsterCockTube.comを運営するアンテロープ・メディアに対する訴訟の中で135万ドルを得た。米国地方裁判所のマキシン・チェスニー裁判官は、被告が異議申し立てを行わなかった後、判決を下した。タイタン・メディアがドメインの交代命令を拒否された後も、MonsterCockTube.comは被告の所有権を維持した。アンテロープメディアに対してこれ以上の訴訟は起こされていない。2011年、彼らの著作権侵害対策の動きはスーザン・イルストンによって拒否された。

## ライン
- TitanMen -「ゲイのセクシャリティをポジティブに、男性を幅広い側面から切り取り、自然のパノラマを舞台にした」オリジナルのブランド。 [2]
- TitanMen Fresh - 若いモデルを中心にしたブランド。
- ManPlay - 2001年に発売された中価格帯のブランド。
- MSR - タイタンが買収したブランドで、昔の作品をDVDで再発売。

## ディレクター
- ブルース・キャム[1]
- ハロルド・クレッグ[19]
- レイ・ドラゴン
- ジョー・ゲージ
- ブレット・ハント
- ジェイスン・マーク
- ブライアン・ミルズ
- ポール・ワイルド

## 専属パフォーマー
- スコッチ・インカム [20]
- フィリップ・フェッロ [21]
- ダリオ・ベック[22]
- ジェシー・アレス
- ディロン・バック
- トニー・バフ
- ディーン・フリン[23]
- アレックス・バレージ
- マルコ・ブレイズ [24]
- デビッド・アンソニー[25]
- JR・マシューズ [26]
- クリストファー・セイント[27]
- ウィル・パーカー
- ティボール・ウルフ[28]
- チャド・マニング

## 賞とノミネート
2010年：最優秀新人 (European Union）- Alex Marte （HustlaBall Award） 
2009年：ベスト・フェティッシュ・フィルム（グラビー賞）; GLBTスタジオ・オブ・ザ・イヤー（XBIZ賞）
2008年：ManNetの第12回ベスト100ビデオ・オブ・ザ・イヤー  ; Best Videography ＆ Maleflixxx VOD People's Choice Award（ Grabby Award ）
2008 XBIZ賞： GLBTスタジオ・オブ・ザ・イヤー
2009 XBIZ賞： GLBTスタジオ・オブ・ザ・イヤー
2010 XBIZ賞：ゲイ・スタジオ・オブ・ザ・イヤー
2011 XBIZ賞：ゲイ・スタジオ・オブ・ザ・イヤーおよびゲイ・ディレクター・オブ・ザ・イヤー（ジョー・ゲージ） 
2012 XBIZ賞：ゲイ・スタジオ・オブ・ザ・イヤー
2013 XBIZ賞：『インキュバス』パート1および2におけるゲイ・ムービー・オブ・ザ・イヤーおよびゲイ・ディレクター・オブ・ザ・イヤー（ジョー・ゲージ） 